# レボルシオン・アマンドラ
レボルシオン・アマンドラは、女子プロレスラーによるユニットである。ユニット名はスペイン語で革命を意味する「レボルシオン（Revolucion）」とアフリカの言語で「我に力を」を意味する「アマンドラ（Amandla）」の造語。通称は「アマンドラ」。

## 沿革
2007年末、当時ともにフリーとして活動していた木村響子と江本敦子のタッグチームとして結成。ヒールタッグとしてNEOで初登場。
以降はNEOを主戦場としてNEO正規軍およびパッション・レッドとの三軍抗争を展開していた。
2008年9月9日、中川ともかが合流。
10月4日、NEO川崎大会で5年ぶりに復活したラス・カチョーラス・オリエンタレス（三田英津子&下田美馬）と対戦。この試合は「RINGSTARS」ベストタッグバウト賞に選ばれている。
2009年5月2日、新木場1stRINGにて初の自主興行「R.A BAGUS!」を開催。
8月29日、NEO大阪大会の金網デスマッチでラスカチョと最終決着を図る（ちなみに中川は前座で三田を師と仰ぐ真琴とシングルで対戦。当初は真琴でなく三田の元付き人野崎渚との対戦を予定していた）。試合は敗れるも2年連続ベストタッグバウト賞受賞。
三田引退後は下田と共闘するが、すぐに離反。
2010年5月21日の自主興行「月下のラスタカラー〜冷静と情熱のあいだ〜」を以って江本が引退。メインイベントはライバルであるパッション・レッドとの6人タッグとなった。
8月29日のWAVEでは、木村VS中川戦が「レボルシオンWAVE」として行われた。
12月27日のNEO江戸川大会で久方ぶりにタッグを組み、NEOマシンガンズと対戦。
NEO解散後はそれぞれ異なる主戦場に身をおいていた為事実上活動休止となっていたが、中川が引退表明した2014年に久方ぶりのタッグでWAVE主催「DUAL SHOCK WAVE 2014」にエントリーした。

## メンバー
- 木村響子（リーダー）
- 中川ともか（エスオベーション／ジャングル・ジャック21（OZアカデミー）と掛け持ち）

## 元メンバー
- 江本敦子（闘牛・空） - 2010年5月21日引退

## アマンドラとして獲得したタイトル
- NEO認定タッグ王座（木村&江本）
- WAVE認定タッグ王座（木村&中川）